# Бета-распад нейтрона

Диаграмма Фейнмана для бета-распада нейтрона на протон, электрон и электронное антинейтрино при участии виртуального тяжёлого W-бозона

Бе́та-распа́д нейтро́на — спонтанное превращение свободного нейтрона в протон с излучением β-частицы (электрона) и электронного антинейтрино:
{\displaystyle {}_{0}^{1}n\to {}_{1}^{1}p+e^{-}+{\bar {\nu }}_{e}.}
Спектр кинетической энергии излучаемого электрона лежит в диапазоне от 0 до 782,318 кэВ. Время жизни свободного нейтрона составляет 878,4 ± 0,5 секунды (что соответствует периоду полураспада 608,9 ± 0,3 с).  Прецизионные измерения параметров бета-распада нейтрона (время жизни, угловые корреляции между импульсами частиц и спином нейтрона) имеют важное значение для определения свойств слабого взаимодействия. Существует статистически значимое расхождение между значениями времени жизни нейтрона, измеренными различными методами
Бета-распад нейтрона был предсказан Фредериком Жолио-Кюри в 1934 и открыт в 1948—1950 гг. независимо А. Снеллом, Дж. Робсоном и П. Е. Спиваком.

## Редкие каналы распада

### Радиативный бета-распад нейтрона
Кроме распада нейтрона с образованием протона, электрона и электронного антинейтрино, должен происходить также более редкий процесс с излучением дополнительного гамма-кванта — радиативный (то есть сопровождающийся электромагнитным излучением) бета-распад нейтрона:
{\displaystyle {}_{0}^{1}n\to {}_{1}^{1}p+e^{-}+{\bar {\nu }}_{e}+\gamma .}
Теория предсказывает, что спектр гамма-квантов, излучающихся при радиативном распаде нейтрона, должен лежать в диапазоне от 0 до 782 кэВ и зависеть от энергии (в первом приближении) как E−1. С физической точки зрения, этот процесс представляет собой тормозное излучение образующегося электрона (и в меньшей степени — протона).
В 2005 году этот ранее предсказанный процесс был обнаружен экспериментально. Измерения в этой работе показали, что радиативный канал распада реализуется с вероятностью 0,32 ± 0,16 % при энергии гамма-кванта Eγ > 35 кэВ. Этот результат впоследствии был подтверждён и значительно уточнён рядом других экспериментальных групп; в частности, коллаборация RDK II установила, что вероятность распада с вылетом гамма-кванта составляет (0,335 ± 0,005stat ± 0,015syst) % при Eγ > 14 кэВ и (0,582 ± 0,023stat ± 0,062syst) % при 0,4 кэВ < Eγ < 14 кэВ. Это совпадает в пределах ошибок с теоретическими предсказаниями (соответственно 0,308 % и 0,515 %). Общая вероятность радиативного распада (с энергией гамма-кванта от 0,4 до 782 кэВ) равна 0,92 ± 0,07 %.

### Бета-распад нейтрона в связанное состояние
Должен существовать также канал распада свободного нейтрона в связанное состояние — атом водорода {\displaystyle ({}_{1}^{1}p+e^{-}={}^{1}\mathrm {H} ):}
{\displaystyle {}_{0}^{1}n\to {}^{1}\mathrm {H} +{\bar {\nu }}_{e}.}
Этот канал был предсказан в 1947 году, однако до сих пор не наблюдался: из экспериментов известно лишь, что вероятность такого распада меньше 0,27 % (парциальное время жизни по этому каналу превышает 3⋅104 с). Теоретически ожидаемая вероятность распада в связанное состояние по отношению к полной вероятности распада равна 3,92⋅10−6. Связанный электрон для выполнения закона сохранения углового момента должен возникать в S-состоянии (с нулевым орбитальным моментом), в том числе с вероятностью ≈84 % — в основном состоянии, и 16 % — в одном из возбуждённых S-состояний атома водорода. При распаде в атом водорода почти вся энергия распада, равная 782,33305 кэВ (за исключением очень малой кинетической энергии атома отдачи, 325,7 эВ, и, в случае распада в возбуждённое атомное состояние, энергии возбуждения, не превышающей 13,6 эВ) уносится электронным антинейтрино, причём спиновое состояние образовавшегося атома водорода связано со спиральностью испускаемого антинейтрино. Если принять направление импульса атома водорода в системе центра масс за положительное направление оси z, то для проекций sz спинов четырёх участвующих в распаде фермионов (начального нейтрона и образующихся протона, электрона и антинейтрино) возможны шесть конфигураций: 
(n, p, e−, νe): (↓↓↑↓), (↓↑↓↓), (↑↑↑↓), (↓↓↓↑), (↑↑↓↑), (↑↓↑↑),
причём первые три разрешены, а последние три запрещены Стандартной Моделью, поскольку спиральность антинейтрино в этих случаях была бы правой; вероятности образования конфигураций 1, 2 и 3 зависят от скалярной, векторной, аксиальной и тензорной констант связи слабого взаимодействия (в стандартной V − A теории скалярная и тензорная константы равны нулю, экспериментально установлены лишь верхние ограничения на них). Таким образом, измерения относительных вероятностей различных спиновых каналов бета-распада нейтрона в связанное состояние может дать информацию о физике за рамками Стандартной Модели (наличие правых токов, скалярной и тензорной констант связи в слабом взаимодействии).